# 中国药理学报
《中国药理学报》创刊于1980年，是中国大陆医药卫生科技类月刊，编辑部位于上海市。此刊物由中国药理学会，中科院上海药物研究所主办。
《中国药理学报》在2018年被中华人民共和国国家新闻出版广电总局新闻报刊司评为2017年全国“百强报刊”。